# Kujō Michinori
Kujō Michinori (九条道教, também lido como Kujō Dōkyō, 1315 – 1349) foi um kuge (membro da Corte) que viveu no final do período Kamakura e início do período Nanboku-chō da história do Japão. Era membro do ramo Kujō do clã Fujiwara e filho de Kujō Moronori sendo adotado por adotado por seu tio Kujō Fusazane após a morte deste.
Em 1323 Michinori entrou na corte durante o governo do Imperador Go-Daigo com a classificação de Jugoi (funcionário da Corte de quinto escalão júnior) e foi designado Jijū (Moço de câmara). Promovido no início de 1324 a Jushii (funcionário de quarto escalão júnior) e logo em seguida a Shōshii (funcionário de quarto escalão pleno) e no início de 1325 foi classificado como Jusanmi (terceiro escalão júnior). Em 1326 foi designado vice-governador da província de Iyo e em 1327 foi nomeado Chūnagon, nesse ano assumiu a liderança do ramo Kujō com apenas 12 anos. Sendo promovido a Dainagon no ano seguinte, com isso sua classificação subiu para Shōsanmi (terceiro escalão pleno). E em 1330 Michinori foi classificado como Junii (segundo escalão júnior). Sendo promovido em 1331 à classificação de Shōnii (segundo escalão pleno), no entanto foi rebaixado para o posto Junii em 1333, mas voltou a ser classificado como Shōnii em 1334.
Entre 1337 e 1339 ocupou o cargo de Udaijin e a partir de 1338 passou a ser concomitantemente Togu-no-fu (tutor do príncipe imperial). Mais tarde, entre 1339 e 1342 ocupou o cargo de Sadaijin. Sendo nomeado Kanpaku(regente) do Imperador Kōmyō em 1342, embora por alguns meses. Também nesse mesmo ano foi nomeado líder do clã Fujiwara e classificado como Juichii (primeiro escalão júnior).
Em 1346 abandonou sua vida como membro da Corte e tornou-se um monge budista ( shukke), passando a usar o nome de Sanryokuin até sua morte. Kujō Tsunenori que era filho de Nijō Michihira foi adotado como seu filho.
| Precedido por Kujō Fusazane     | -- 10º Líder dos Kujō Fujiwara (1327 - 1346) | Sucedido por Kujō Tsunenori       |
| Precedido por Tōin Kinkata      | 133º Udaijin Hokuchō (1337 - 1339)           | Sucedido por Takatsukasa Morohira |
| Precedido por Ichijō Tsunemichi | 91º Sadaijin Hokuchō (1339 - 1342)           | Sucedido por Tōin Kinkata         |
| Precedido por Ichijō Tsunemichi | Kanpaku (1342)                               | Sucedido por Takatsukasa Morohira |